# 李簡 (唐)
李 簡（り かん、生年不詳 - 631年）は、中国の唐の太宗李世民の十二男。631年、代王に立てられ、その年のうちに世を去った。後嗣がなく、封国は除かれた。